# Gyurátz Réka
Gyurátz Réka (Szombathely, 1996. május 31. –) magyar kalapácsvető. A Dobó SE versenyzője.

## Pályafutása
2013-ban 3 kg-os szerrel minden idők legjobb női ifjúsági eredményét érte el 73,44, majd 76,04 méterrel. Ugyanebben az évben ifjúsági világbajnok lett. A 2014-es magyar téli dobó bajnokságon 67,33 méterrel U20-as magyar csúccsal lett második. A junior világbajnokságon ezüstérmes lett. A 2014-es atlétikai Európa-bajnokságon huszadik helyen végzett. A 2015-ös téli dobó Európa-kupán kilencedik lett. 2015 márciusában 68,25 méteres junior magyar csúcsot ért el. Májusban teljesítette a vb kiküldetési szintet. A 2015-ös atlétikai világbajnokságon 19. helyen kiesett a selejtezőben. A 2016-os Eb-n sérülés miatt nem indult.
A 2017-es U23-as Európa-bajnokságon negyedik lett. A 2017-es atlétikai világbajnokságon a selejtezőben 67,48 méterrel 16. lett a selejtezőben. Az universiadén kilencedik helyezést ért el. A 2018-as atlétikai Európa-bajnokságon 9. lett.
A 2019. évi nyári universiadén negyedik helyezést ért el. Az atlétikai magyar bajnokságban sorozatban negyedszer nyert aranyérmet, valamint 72,70 méteres dobásával olimpiai szintet ért el. Szeptemberben az Európa-válogatott tagja volt az Egyesült Államokkal vívott versenyen. A 2019-es atlétikai világbajnokságon 67,41 méteres dobásával nem került be a döntőbe, összesítésben 23. lett. A tokiói olimpián 66,48-as eredménnyel a 26. helyen végzett. A 2024-es párizsi olimpián 64,77-es eredménnyel a 30. helyen végzett.

## Rekordjai
- 73,44 m (2013. május 18., Budapest) ifjúsági magyar csúcs (3 kg)
- 76,04 m (2013. június 23., Zalaegerszeg) ifjúsági magyar csúcs (3 kg)
- 65,01 m (2013. július 20., Rieti) ifjúsági magyar csúcs
- 67,33 m (2014. február 22., Budapest) junior magyar csúcs
- 68,25 m (2015 május, Szombathely) junior magyar csúcs
- 69,44 m (2015. május 17., Halle) junior magyar csúcs
- 70,39 m (2015. május 23, Budapest) U23-as és junior magyar csúcs
- 71,27 m (2017. június 21, Szombathely) U23-as magyar csúcs

## Eredményei
magyar bajnokság
- Kalapácsvetés
  - aranyérmes: 2016, 2017, 2018, 2019, 2020, 2021, 2022, 2023
  - ezüstérmes: 2015
  - bronzérmes: 2012, 2013, 2014

## Díjai, elismerései
- Az év legjobb magyar utánpótlás korú sportolója választás, harmadik helyezett (2013)
- Az év magyar junior atlétája (2015)[20]